# کریستینا النا گریگوراش
کریستینا النا گریگوراش (به رومانیایی: Cristina Elena Grigoraş) زادهٔ ۱۱ فوریهٔ ۱۹۶۶ ژیمناست اهل رومانی است.